# Gerichtsbezirk Weipert
Der Gerichtsbezirk Weipert (tschechisch: soudní okres Vejprty) war ein dem Bezirksgericht Weipert unterstehender Gerichtsbezirk im Kronland Böhmen. Er umfasste Gebiete im westlichen Teil Nordböhmens im Okres Chomutov. Zentrum des Gerichtsbezirks war der Ort Weipert (Vejprty). Das Gebiet gehörte seit 1918 zur neu gegründeten Tschechoslowakei und ist seit 1991 Teil der Tschechischen Republik.

## Geschichte
Die ursprüngliche Patrimonialgerichtsbarkeit wurde im Kaisertum Österreich nach den Revolutionsjahren 1848/49 aufgehoben. An ihre Stelle traten die Bezirks-, Landes- und Oberlandesgerichte, die nach den Grundzügen des Justizministers geplant und deren Schaffung am 6. Juli 1849 von Kaiser Franz Joseph I. genehmigt wurde. Auf dem Gebiet des späteren Gerichtsbezirks Weipert entstand zunächst der Gerichtsbezirk Preßnitz, der zum Kreis Saaz gehörte und 1854 aus den 21 Katastralgemeinden Bettlern, Christofhammer, Dörnsdorf, Köstelwald, Kunau, Kupferberg, Neudörfl, Oberhals, Pleil, Pöllma, Preßnitz, Reischdorf, Rödling, Schmiedeberg, Steingrün, Tribischl, Weigensdorf, Weipert, Wohlau, Zieberle und Zobietitz gebildet wurde. Der Gerichtsbezirk Preßnitz bildete im Zuge der Trennung der politischen von der judikativen Verwaltung ab 1868 gemeinsam mit den Gerichtsbezirken Duppau und Kaaden den Bezirk Kaaden. 1901 wurde die Abspaltung der Gemeinden Pleil, Schmiedeberg und Weipert beschlossen, wobei für diese Gemeinden der Gerichtsbezirk Weipert gebildet wurde. Das Bezirksgericht Weipert nahm in der Folge am 1. Juni 1902 seine Tätigkeit auf. Per 1. Oktober wurde Preßnitz zu einer eigenen Bezirkshauptmannschaft erhoben, die aus den Gerichtsbezirken Preßnitz und Weipert gebildet wurde.
Der Gerichtsbezirk Weipert wies 1910 eine Bevölkerung von 17.501 Personen auf, von denen 16.878 Deutsch und nur 45 Personen Tschechisch als Umgangssprache angaben. Im Gerichtsbezirk lebten zudem 578 Anderssprachige oder Staatsfremde.
Durch die Grenzbestimmungen des am 10. September 1919 abgeschlossenen Vertrages von Saint-Germain kam der Gerichtsbezirk Weipert vollständig zur neugegründeten Tschechoslowakei, wobei die Gerichtseinteilung bis 1938 im Wesentlichen bestehen blieb. Nach dem Münchner Abkommen wurde das Gebiet dem Landkreis Preßnitz und danach dem Landkreis Sankt Joachimsthal bzw. des Sudetenland zugeschlagen. Nach dem Zweiten Weltkrieg wurde das Gebiet Teil des Okres Chomutov, zu dem es bis heute gehört. Nachdem die Bezirksbehörden im Zuge einer Verwaltungsreform 2003 ihre Verwaltungskompetenzen verloren, werden diese von den Gemeinden bzw. dem Ústecký kraj wahrgenommen, zudem das Gebiet um Weipert seit Beginn des 21. Jahrhunderts mit anderen Bezirken zusammengefasst wurde.

## Gerichtssprengel
Der Gerichtssprengel umfasste Ende 1914 die drei Gemeinden Pleil (Černý Potok), Schmiedeberg (Kovářská) und Weipert (Vejprty).